# 옥녀의 한
"옥녀의 한"은 한국에서 제작된 박윤교 감독의 1972년 영화이다. 김희갑 등이 주연으로 출연하였고 신상옥 등이 제작에 참여하였다.

## 출연

### 주연
- 김희갑
- 윤미라